# حديقة التجارب بالرباط
الحديقة النباتية التجريبية بالرباط هي حديقة نباتية تمتد على مساحة تُقدَّر بـ17 هكتارًا، وتقع في حي أكدال بمدينة الرباط، عاصمة المملكة المغربية. تشكّل هذه الحديقة إحدى أقدم وأهم المنشآت النباتية في البلاد، وتتميّز بموقعها الاستراتيجي على شارع النصر، حيث تنقسم إلى قسمين رئيسيين:
- القسم العلوي: يقع أعلى النهر، ويطل على شارع عقبة بن نافع والمكتبة الوطنية للمملكة المغربية.
- القسم السفلي: يمتد أسفل النهر، ويحده من الجنوب شارع الحسن الثاني، ويضمّ عددًا من المختبرات التابعة للمعهد الوطني للبحث الزراعي.

تُعدّ الحديقة مركزًا للتجارب الزراعية والدراسات النباتية، وتلعب دورًا هامًا في حفظ التنوع البيولوجي النباتي، كما تشكّل فضاءً بيئيًا وتعليميًا مفتوحًا للزوار والباحثين.

## تاريخ
تم إنشاء الحديقة النباتية التجريبية بالرباط خلال السنوات الأولى من فرض الحماية الفرنسية على المغرب (ابتداء من سنة 1912)، وذلك في إطار سياسة الجنرال ليوطي الرامية إلى إرساء معالم تحديث عمراني وهيكلي في العاصمة الجديدة للمستعمرة. وقد كان ليوطي يؤمن بأهمية إدماج الفضاءات الخضراء والحدائق ضمن البنية الحضرية، ليس فقط كعنصر جمالي، بل أيضًا كمرفق علمي وتعليمي وتجريبي يخدم الأهداف الزراعية والبحثية.
لهذا الغرض، قام باستدعاء المهندس الفرنسي الشهير جان كلود نيكولا فوريستير (Jean-Claude Nicolas Forestier)، أحد أبرز مهندسي المناظر الطبيعية في فرنسا آنذاك، والمعروف بمشاريعه في باريس وإسبانيا وأمريكا اللاتينية. عهد إليه بمهمة تصميم مخطط هندسي متكامل للحديقة، يجمع بين الوظيفة الجمالية والعملية، مع احترام الخصوصيات المناخية والجغرافية للموقع.
اعتمد فوريستير في تخطيطه على تقنيات الحدائق الأندلسية والإسلامية التقليدية، مع مساحات منتظمة وممرات مائية ونباتات محلية وأجنبية، مما منح الحديقة طابعًا فريدًا يمزج بين الطراز المغربي الأصيل والأسلوب الأوروبي الحديث في تصميم المناظر الطبيعية.

### حديقة الاختبار في XXI الحادي والعشرين قرن
تم إغلاق حديقة الاختبار أمام الجمهور لإجراء أعمال إعادة التأهيل بين عامي 2006 و 2013. تم افتتاحه من قبل ملك المغرب في 17 juin 2013 ، بمهمة نباتية وتعليمية
2014
- يوم مفتوح للاحتفال بالذكرى السنوية الأولى لافتتاح حديقة التجارب النباتية بالرباط [5]

2016
- الاحتفال بالذكرى الثالثة لافتتاح الحديقة النباتية التجريبية بالرباط.[6]
- انطلاق أعمال إعادة تطوير حديقة التجارب النباتية بالرباط.[7]

2017
- مؤتمر تحت عنوان "حديقة التجارب النباتية بالرباط، تراث ثقافي ومختبر طبيعي [8]

2019
- معرض فني معاصر "حالات الطوارئ في اللحظات الشعرية" [9]

2022
- مشروع تجريبي بين مجموعة فيسيغراد والمعهد الوطني للبحوث الزراعية,[10][11] ,.[12]